# Star Wars: Il lato oscuro della Forza
Star Wars: Il lato oscuro della Forza (Star Wars: Dark Empire) è una miniserie a fumetti appartenente all'Universo espanso di Guerre stellari, pubblicata da Dark Horse Comics da dicembre 1991 a ottobre 1992 in sei fascicoli. È stata scritta da Tom Veitch e disegnata da Cam Kennedy, con copertine realizzate da Dave Dorman. Negli anni si sono succedute diverse edizioni in italiano della serie, dalla prima di News Market nel 1993 fino alla più recente di Panini Comics del 20 febbraio 2020 per la collana Star Wars Legends.
Il lato oscuro della Forza è stata seguita da altre due miniserie realizzate dagli stessi autori: Star Wars: La vendetta dell'Imperatore (Dark Empire II) e Star Wars: La fine dell'Impero (Empire's End).

## Trama
La vicenda è ambientata nel 10 ABY, sei anni dopo la distruzione della Morte Nera II che causò la morte dell'imperatore Palpatine e del suo apprendista Dart Fener. Nel corso di questi anni, Mon Mothma ha riunito intorno a sé i mondi che appoggiavano l'Alleanza Ribelle e ha costituito una Nuova Repubblica con capitale Coruscant. L'Impero però non è ancora crollato e continua a contendere alla Nuova Repubblica la supremazia sulla galassia, seppure al suo interno sia attraversato da dissidi tra i vari signori della guerra che cercano di prevalere sulle fazioni avversarie. Durante una missione su Coruscant per conto della Repubblica a bordo dello star destroyer Liberator, guidato dal generale Lando Calrissian, dal comandante Wedge Antilles e dal maestro Jedi Luke Skywalker, il vascello viene danneggiato e precipita sul pianeta.
La Principessa Leila, Ian Solo, Chewbecca e D-3BO arrivano in soccorso dei superstiti a bordo del Millennium Falcon. Giunti sul pianeta vessato dagli scontri tra le fazioni imperiali in lotta tra loro, i soccorritori riescono a salvare i sopravvissuti, quando una tempesta di energia appare all'orizzonte. Avvertendo un turbamento nella Forza, Luke si abbandona volontariamente alla tempesta. Luke si risveglia su una nave-prigione diretta a Byss, dove scopre che l'imperatore Palpatine e' sopravvissuto trasferendo la sua essenza vitale in cloni del suo corpo originale. Convinto dell'inutilità di affrontare l'avversario, Luke accetta di diventare il nuovo apprendista del signore oscuro, per aumentare la sua conoscenza del lato oscuro della Forza e cercare un modo per sconfiggerlo definitivamente.
L'Imperatore ha esplorato le vie del lato oscuro al punto di controllare la Forza per generare delle tempeste iperspaziali: con questa conoscenza egli progetta delle nuove armi. Le più crudeli sono i devastatori di mondi, immense stazioni spaziali corazzate che dispongono di fabbriche interne e di una fornace in grado aspirare qualsiasi cosa e di trasformarla a livello subatomico in materie prime impiegabili per la produzione di nuove armi. I devastatori vengono inviati a distruggere i mondi della Nuova Repubblica a cominciare da Mon Calamari. Mon Mothma decide di inviare nuovamente Calrissian e Antilles al comando dell'ultimo star destroyer in mano della Repubblica contro la flotta imperiale che assedia il pianeta acquatico. Ian e Leila, invece, decidono di andare al salvataggio di Luke.
I due si recano su Nar Shaddaa per organizzare, tramite l'aiuto dei contrabbandieri conoscenti di Ian Shug Ninx, Salla Zend e Mako Spince, un passaggio su una delle navi mercantili che stanno rifornendo la flotta di Palpatine e poter così superare i controlli di sicurezza attorno Byss. Tuttavia gli hutt hanno posto una grossa taglia sulle teste di Ian e Leila, e Boba Fett, che è sopravvissuto all'incontro col sarlacc durante gli eventi de Il ritorno dello Jedi, si mette sulle loro tracce. Ian e Leila riescono rocambolescamente a scappare e a imbarcarsi per Byss sullo Starlight Intruder, che non ha problemi a passare il sistema difensivo del pianeta dell'Imperatore, mentre lo Slave II di Boba Fett viene inesorabilmente tagliato fuori dello scudo protettivo. Ian, Leila e Chewbecca sono quindi portati al cospetto di Palpatine e di Luke come prigionieri.
Palpatine è deciso a convertire anche Leila al lato oscuro, ma rivela anche di essere interessato a impadronirsi del nascituro figlio della donna, Anakin Solo, per addestrarlo ai segreti delle arti Sith. Egli mostra inoltre la fonte del suo potere, un artefatto holocron che contiene informazioni sull'antico ordine Jedi e che gli ha aperto le porte a una conoscenza che lo rende virtualmente immortale. Leila riesce ad atterrare l'Imperatore e a scappare insieme al resto del gruppo, portando con sé l'holocron. Luke rimane invece indietro per affrontare Palpatine, ormai indebolito, e distruggere i contenitori dei cloni, ma uno riesce a sfuggirgli e a riunirsi all'Imperatore, il quale sconfigge con facilità il Jedi. Il gruppo di Leila intanto si reca su Mon Calamari e riesce a disattivare e a far scontrare tra di loro i devastatori di mondi grazie ai codici che Luke aveva inserito nella memoria di C1-P8.
Mentre le forze ribelli celebrano la vittoria di Mon Calamari, Palpatine vuole chiudere i conti coi suoi avversari e a bordo della nuova ammiraglia imperiale, lo star destroyer Eclipse, si dirige verso la base della flotta avversaria. Leila si consegna all'Imperatore per cercare di convincere il fratello a sfuggire al controllo di Palpatine e alle tentazioni del lato oscuro. Quando l'Imperatore scaglia una vasta tempesta di Forza contro la flotta ribelle, Leila e Luke riescono ad amplificare la tempesta oltre il suo controllo e a rivolgergliela contro. I due riescono ad abbandonare l'Eclipse un attimo prima dell'impatto che la vaporizza, e si ripromettono di ricostituire l'ordine Jedi.

## Creazione e sviluppo
Sul finire degli anni '80 Tom Veitch e Cam Kennedy proposero a George Lucas di realizzare un fumetto su Guerre stellari; colpito dal precedente lavoro del duo, The Light and Darkness War, Lucas approvò l'idea di una serie ambientata nel periodo post-Il ritorno dello Jedi, che divenne poi Dark Empire. Il progetto venne inizialmente annunciato per una pubblicazione da parte della Marvel Comics, ma in seguito alla cessione dei diritti alla Dark Horse Comics, nel 1991, anche Dark Empire finì sotto l'egida della nuova casa editrice.
Veitch e Kennedy cominciarono a lavorare alla serie immaginandosi un'ambientazione immediatamente successiva agli eventi de Il ritorno dello Jedi; tuttavia il romanzo di Timothy Zahn L'erede dell'Impero, sebbene commissionato successivamente, vide le stampe prima della serie a fumetti, nel giugno del 1991, e LucasArts chiese quindi a Veitch di modificare leggermente la finestra temporale e l'introduzione della sua storia per armonizzare le due opere e fare dell'Universo espanso una narrazione coesa. Lo stesso Veitch inserì dei collegamenti alla serie Le cronache dei Jedi, che stava sviluppando parallelamente, sotto forma di pagine extra inserite alla fine degli albi che offrono dettagli ulteriori sulle vicende passate dei personaggi e della galassia.
L'idea originale per la storia ruotava intorno ad un impostore che si sarebbe celato dietro alla maschera e al costume di Dart Fener per continuare ad incutere paura e sottomissione all'Impero nella galassia. Lucas tuttavia proibì di riciclare il personaggio, suggerendo invece di pensare ad un modo per riportare sulle scene Palpatine, che portò poi all'idea dei cloni dell'Imperatore su cui si regge la vicenda.

## Pubblicazione
La miniserie Dark Empire è stata scritta Tom Veitch ed illustrata da Cam Kennedy. I sei comic book che compongono la serie sono stati pubblicati da Dark Horse Comics da dicembre 1991 a ottobre 1992. Una riedizione in volume unico formato trade paperback è stata pubblicata il 1º maggio 1993.
La prima edizione italiana venne pubblicata da News Market col titolo Guerre stellari - L'ombra dell'Impero nel 1993. La traduzione venne eseguita da Giorgio Garrone e Gian Paolo Gasperi col lettering di Manuela Chiarolla. Questa edizione venne distribuita in tre fascicoli che riunivano ognuno due capitoli della miniserie originale. Nel 1998 Magic Press Edizioni ne pubblicò una riedizione in volume unico intitolata Il lato oscuro della Forza, mentre l'ultima edizione risale al 10 agosto 2016 nella collana Star Wars Legends di Panini Comics e La Gazzetta dello Sport.
| Edizione statunitense | Edizione statunitense                | Edizione statunitense | Edizione italiana | Edizione italiana          | Edizione italiana |
| N.                    | Titolo                               | Data di uscita        | N.                | Titolo                     | Data di uscita    |
| --------------------- | ------------------------------------ | --------------------- | ----------------- | -------------------------- | ----------------- |
| 1                     | The Destiny of a Jedi                | 1º dicembre 1991      | 1                 | Il lato oscuro della Forza | 1998              |
| 2                     | Devastator of Worlds                 | 1º febbraio 1992      | 1                 | Il lato oscuro della Forza | 1998              |
| 3                     | The Battle for Calamari              | 1º aprile 1992        | 1                 | Il lato oscuro della Forza | 1998              |
| 4                     | Confrontation on the Smugglers' Moon | 1º giugno 1992        | 1                 | Il lato oscuro della Forza | 1998              |
| 5                     | Emperor Reborn                       | 1º agosto 1992        | 1                 | Il lato oscuro della Forza | 1998              |
| 6                     | The Fate of a Galaxy                 | 1º ottobre 1992       | 1                 | Il lato oscuro della Forza | 1998              |

## Accoglienza
Il lato oscuro della Forza introdusse parecchie novità nella serie di Guerre stellari: non solo venivano fatti tornare in scena personaggi come Boba Fett e Palpatine, ma si introducevano anche elementi in seguito ripresi come la costituzione di un nuovo ordine Jedi e il cubo holocron, di cui prima di allora non si era mai parlato. Alcuni puristi, nelle fanzine degli anni novanta, non videro di buon occhio queste novità, soprattutto quelle riguardanti Papatine: far tornare il personaggio sembrava strano soprattutto nell'ottica della profezia del prescelto che portava equilibrio nella Forza.